# 三笘薰
三笘薰（日语：／ Mitoma Kaoru */?；1997年5月20日—），日本足球運動員，司職左翼鋒，現效力英超球隊白禮頓，日本國家足球隊成員。哥哥是演員、模特兒結木滉星。

## 俱樂部生涯
出生于大分縣的三笘薰，幼年時期在神奈川縣成長，受到比他年长3岁的哥哥影响，幼稚园就开始踢足球。他在小学2年级正式接受训练，后来通过川崎前锋的选拔，由小学3年级开始就成为川崎前锋U-12一员。在U-12年代，三笘与田中碧、三好康儿、板仓滉等人一起接受训练，并曾经在5年级、6年级（作为队长）连续两年晋级全国少年足球大会，但分别在八强及四强不敌名古屋鲸鱼U-12。
一直在球队踢到了高中毕业。不过，在这之后没有选择直接进入一线队踢职业比赛，而是前往筑波大学，开始了自己的大学生涯。
大学期间，三笘薰一直以日本足协的特别指定球员身份在川崎前锋效力，并且在2017赛季天皇杯第2轮与仙台维加泰的比赛中，他在比赛中梅开二度，帮助球队拿到3分。这样的表现也获得了国家队认可，同年与他入选了日本大学生足球队，並代表日本参加了当年在台北市舉辦的2017年夏季世界大学运动会足球比赛，最终成功夺冠。他在2年之后的2019年，大学毕业之前再次以学生军身份参加了意大利拿玻里的2019年夏季世界大學運動會足球比賽，并成功卫冕金牌。
2020赛季，在结束了自己的大学学业之后，三笘薰回到了川崎前锋，开始了自己的职业生涯。在第9轮到第11轮，他连续2场比赛破门得分，在6-1大胜札幌冈萨多的比赛中，他打进了2球。
2021年8月10日，英超俱乐部布莱顿官方宣布，球队正式签下日本球员三笘薰，转会费为300万欧元。接下来的赛季他将外租至比甲球队圣基莱斯联效力。
比利时杯第5轮，比甲球队圣基莱斯联对战比利时第5级别联赛球队RC黎比克，最终圣基莱斯联以7-0大胜，三笘薰首发出战，并在16分钟打入个人旅欧首球。
2021年10月16日，比甲第11轮，三笘薰替补登场，在第55分钟、第76分钟、第90分钟进球，并在第76分钟助攻队友丹特·万泽尔破门得分，帮助圣基莱斯联在主场以4-2逆转战胜瑟兰联。
英超第14轮，布莱顿主场4-1击败切尔西的比赛中，三笘薫首次代表布莱顿在英超首发登场。比赛第5分钟，他带球突入禁区助攻莱昂德罗·特罗萨德推射破门，帮助球队首开记录。
英超第15轮，布莱顿客场3-2击败狼队的比赛中，三笘薫继续代表布莱顿首发出战。比赛第43分钟，他头球破门完成个人英超首球，帮助球队扳平比分。
2022年11月9日，英格兰联赛杯第3轮，布莱顿3:1战胜阿森纳。三笘薰第46分钟替补登场。第58分钟三笘薰接萨缅托助攻禁区内推射远角破门，这是他赛季英联杯的首个进球。
2023年1月21日，英超第21轮，布莱顿客场2-2战平莱斯特城的比赛中，三笘薫代表布莱顿首发出战。比赛第27分钟，三笘薫内切远射破门。
2023年1月29日，足总杯十六分之一决赛，布莱顿主场2-1战胜利物浦的比赛中，三笘薫首发登成。比赛伤停补时阶段第2分钟，三笘薫破门绝杀，帮助布莱顿击败利物浦。
2023年10月20日，布莱顿宣布与三笘薰续签4年。
2024年2月27日，布莱顿教练罗伯托·德泽尔比确认三笘薰因为背伤将缺席赛季余下的比赛。
2024年8月17日，2024-2025英超第一輪，布萊頓客場3:0擊敗艾佛頓的比賽中，三笘薰先發上場。比賽第25分鐘，三笘薰於禁區成功搶點破門，完成賽季第一顆進球，同時也是布萊頓該賽季的第一顆進球。

## 國家隊生涯
三笘薰跟随日本国奥参加了2020年东京奥运会。在对阵墨西哥23岁以下国家足球队的铜牌战中，替补出场攻入一球。
三笘薫在2021年11月份首次被征召进日本国家足球队，在2022年世界杯亚洲区第三圈外围赛迎戰阿曼的比赛中替补登场踢了45分钟，便交出一次助攻協助日本隊1-0战胜對手，在2022年3月23日对阵澳洲，他第二次为日本队出场，他只用了5分钟便打进了国家队首球，只用了10分钟完成了国家队的首个梅开二度。成功帶領日本第7次进入世界杯決賽圈。
2022年11月，三笘薫入選日本隊2022年世界盃大名單。2022年11月23日，在首場小組賽對德國的比賽中，三笘薰于57分鐘後備上陣，其後多次從左路衝擊德國防綫，最終日本隊以爆冷的狀態2比1擊敗德國隊取得開門紅。2022年12月2日，在小組賽最後一戰對戰西班牙的比賽中，三笘薰在第51分鐘時於左側底線極限救球、正好落在田中碧腳邊成功破網。雖然線審第一時間判斷出界，但經由VAR回放後球體仍然有1.88mm落在底線上，主審也更正判決使日本2比1領先、最後日本憑此入球成功扳倒西班牙以小組第一晉級十六強，同時間接把德國隊淘汰出局。三笘薰的極限救球被日媒譽爲是「三笘的1mm」、成爲日本隊在世界杯史上其中一個經典時刻，也讓該屆世界盃掀起的日本旋風達到最高潮。

## 榮譽
川崎前鋒
- 日職J1聯賽冠軍: 2020
- 天皇杯冠軍: 2020
- 日本超級盃冠軍: 2021

### 個人
- J聯賽年度最佳陣容: 2020
- 日本职业足球运动员协会（日语：日本プロサッカー選手会）年度最佳球员：2022[19]、2023[20]
- 布萊頓年度最佳入球：2023–24[21]，2024–25[22]

## 國際賽入球
| 進球 | 日期          | 場地                         | 對手     | 入球 | 賽果 | 賽事性質                   |
| ---- | ------------- | ---------------------------- | -------- | ---- | ---- | -------------------------- |
| 1    | 2022年3月24日 | 澳大利亞悉尼澳大利亞體育場   |          | 1–0  | 2–0  | 2022年國際足協世界盃外圍賽 |
| 2    | 2022年3月24日 | 澳大利亞悉尼澳大利亞體育場   | 2–0      |      | 2–0  | 2022年國際足協世界盃外圍賽 |
| 3    | 2022年6月2日  | 日本札幌市札幌巨蛋           | 巴拉圭   | 3–1  | 4–1  | 2022麒麟盃                 |
| 4    | 2022年6月10日 | 日本神戶御崎公園球技場       |          | 2–1  | 4–1  | 2022麒麟盃                 |
| 5    | 2022年9月23日 | 德國杜塞爾多夫水星娛樂競技場 | 美国     | 2–0  | 2–0  | 國際友誼賽                 |
| 6    | 2023年3月28日 | 日本大阪市長居球技場         | 哥伦比亚 | 1–0  | 1–2  | 2023麒麟盃                 |
| 7    | 2023年6月20日 | 日本吹田市市立吹田足球場     | 秘魯     | 2–0  | 4–1  | 2023麒麟盃                 |
| 8    | 2024年9月5日  | 日本埼玉市埼玉2002體育場     | 中國     | 2–0  | 7–0  | 2026年國際足協世界盃外圍賽 |

## 個人生活
2022年7月3日，三笘在社交媒體發文，宣佈與從大學時代開始交往的女性結婚。

## 外部連結
- 三笘薰在国际奥林匹克委员会的资料
- 川崎フロンターレによる公式プロフィール
- 三笘薰的X（前Twitter）
- 三笘薰的Instagram帳戶